# 탕가주

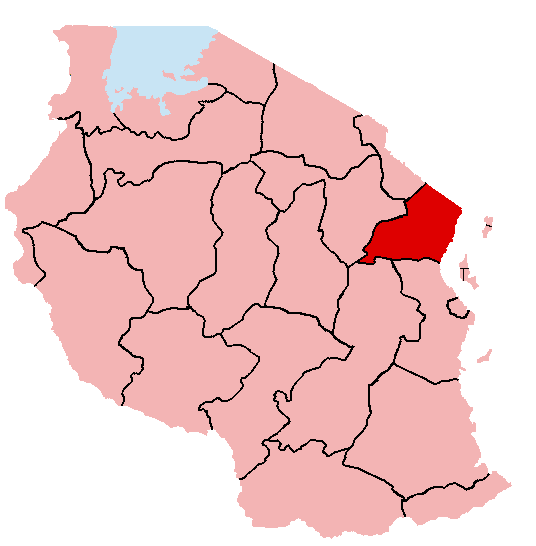
탕가 주의 위치

탕가주(Tanga)는 탄자니아의 주로, 주도는 탕가이며 면적은 27,342km2(육지 면적은 26,770km2), 인구는 1,642,015명(2002년 기준)이다. 북쪽으로는 킬리만자로 주와 케냐, 동쪽으로는 인도양과 맞닿아 있으며 남쪽으로는 프와니 주와 모로고로 주, 서쪽으로는 마냐라 주와 인접해 있다.